# Psilomorpha nigra
Psilomorpha nigra är en skalbaggsart som beskrevs av Scambler 1989. Psilomorpha nigra ingår i släktet Psilomorpha och familjen långhorningar. Inga underarter finns listade i Catalogue of Life.